# Teatro UC
El Teatro Universidad Católica o simplemente Teatro UC, antes llamado Teatro Ensayo de la Universidad Católica, es una agrupación y espacio de teatro de la Pontificia Universidad Católica de Chile, administrada por su Escuela de Teatro. Cuenta con dos salas y está ubicado en calle Jorge Washington 26, frente a la Plaza Ñuñoa en la comuna del mismo nombre, en Santiago. Fue fundado en 1943 y actualmente recibe a más de 40 000 espectadores cada año.

## Historia

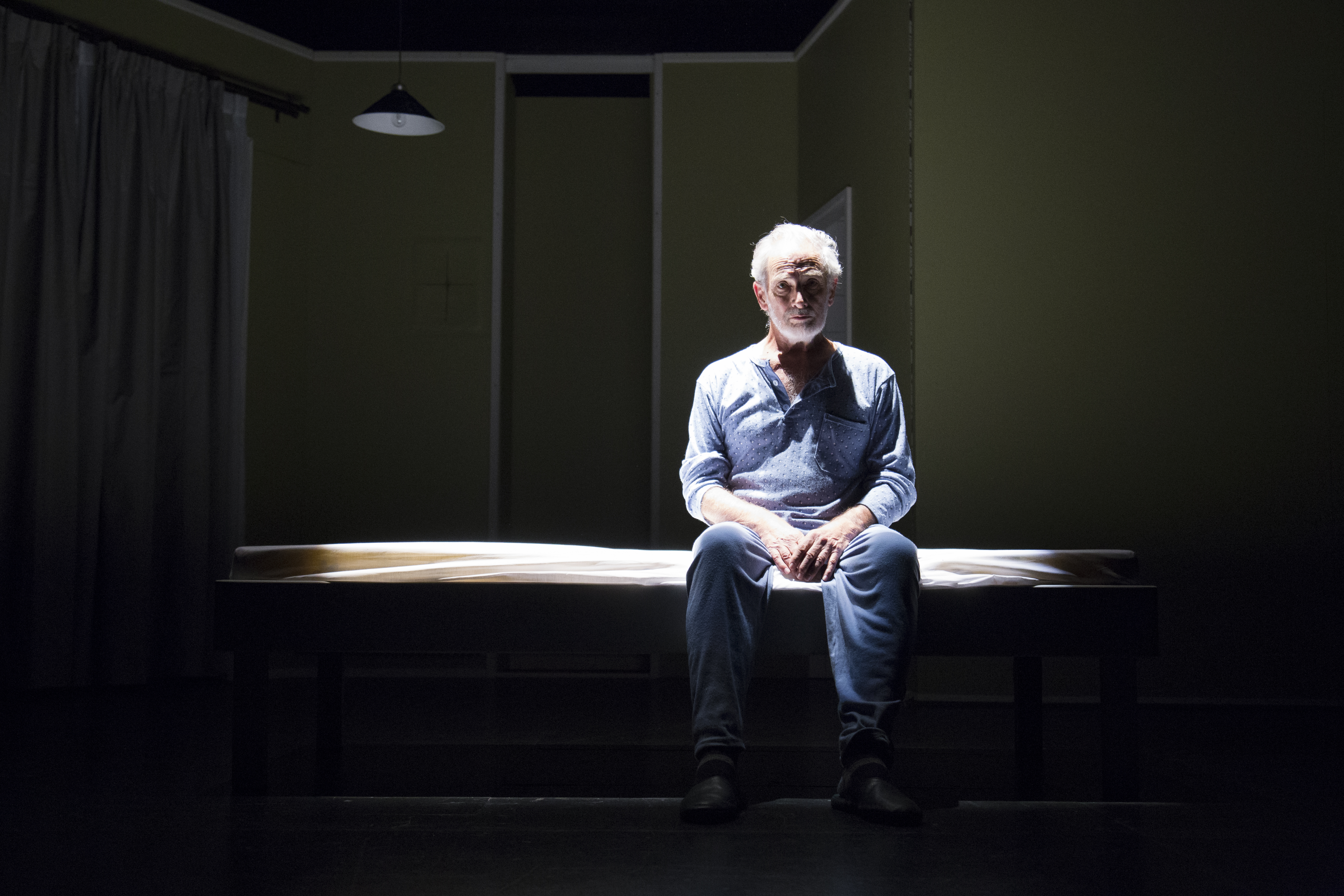
El actor Héctor Noguera durante una exhibición de la obra El Padre en el Teatro UC (2017).

### 1943-1953: Inicios
El 12 de octubre de 1943 se inició una aventura teatral significativa en la Pontificia Universidad Católica de Chile. Un grupo de alumnos presentó el auto sacramental El peregrino, de Josef de Valdivieso, con una estética muy particular.
El carácter alegórico de la obra se prestaba para resaltar su dimensión simbólica en la escenificación, un tanto expresionista. Es que estos jóvenes tenían una especial sensibilidad hacia los aspectos plásticos y rituales del espectáculo: Pedro Mortheiru (director) y Fernando Debesa (diseño de vestuario) estaban ligados ala arquitectura; Pablo Burchard (escenografía) a las artes visuales, Teodoro Lowey (actor) a la música y Roque Esteban Scarpa (asesor literario) y Gabriela Roepke (actriz), a la poesía y la literatura. 
Este inicio de lo que sería el Teatro de Ensayo marcó dos rasgos distintivos de este teatro universitario: su sensibilidad por un repertorio humanista-cristiano (destacando los autosacramentales) y su énfasis en la estética visual de los espectáculos. Es que, al igual como ocurría en el Teatro Experimental de la Universidad de Chile, estos jóvenes autodidactas aspiraban a realizar un teatro muy diferente al imperante en Chile: querían hacer un teatro de arte, a la manera del teatro independiente europeo y universitario español. 
El programa anual comprendía cinco obras de estreno y seis obras menores de difusión de la actividad teatral. Las obras a estrenar eran sometidas con antelación al juicio del «comité de lectura». Este comité dependía del Departamento Literario de la Universidad y su misión era seleccionar las obras que serían montadas, definiendo una línea artística a seguir que los identificara. En su programación siempre mantuvo el montaje de obras antiguas o clásicas junto con obras modernas, lo que permitía una visión global del teatro chileno.
En 1945 se forma la Academia de Arte Dramático, destinada a formar en estos principios a quienes querían ingresar al Teatro de Ensayo. En 1947, se impuso la necesidad de la profesionalización. Se tuvo la visión de incorporar a actores y actrices provenientes del teatro profesional chileno (Elena Moreno, Ana González, Justo Ugarte, Maruja Cifuentes, Mario Montilles y Gabriela Montes, entre otros), y también, da cabida más plena a los jóvenes universitarios formados en la Academia. 
Los fundadores del Teatro de Ensayo condujeron la institución hasta 1954. Su labor en este tiempo fue central para consolidarla en términos artísticos, organizativos, de prestigio y perfil distintivo frente a la sociedad. Fueron montadas 28 obras a través de estos once años, y todas ellas (a excepción de la obra inaugural) fueron presentadas en el Teatro Municipal de Santiago.

### 1954-1979: Eugenio Dittborn yLa pérgola de las flores
En 1954, el abogado, actor y director Eugenio Dittborn Pinto asume la presidencia del Teatro de Ensayo, la que casi ininterrumpidamente ejerce hasta su muerte en 1979. La consigna de Eugenio Dittborn: no hay teatro chileno sin dramaturgia chilena se impuso. Organizó festivales, ciclos de teatro chileno, talleres de dramaturgia, etc. A partir de 1957 aproximadamente que se crea un movimiento alrededor de estos teatros: Sergio Vodanovic, Luis Alberto Heiremans, Isidora Aguirre, Alejandro Sieveking, Egon Wolff, Fernando Debesa, Gabriela Roepke, Jorge Diaz Gutierrez, María Asunción Requena, entre otros. El Teatro de Ensayo tuvo el mérito de ser su principal impulsor, al privilegiar el montaje de estos autores.
Directores, actores y técnicos colaboraban con los autores para dar vida escénica a las obras y perfeccionarlas en su puesta en escena. Sin duda la cúspide de este esfuerzo está representada por el gran éxito de La pérgola de las flores', de Isidora Aguirre con música de Francisco Flores del Campo. Más de medio millón de personas gozó con esta obra que expresa el afianzamiento y maduración del equipo creativo del Teatro de Ensayo y la síntesis realizada entre géneros tradicionales de nuestro teatro (el sainete, La zarzuela) y su refinamiento moderno. Luis Alberto Heiremans y su importante creación (entre otras, El tony chico) también surge en el ámbito de este Teatro Católico: su mirada preñada de ansiedad de religiosidad trascendente atreviesa su obra, con símbolos provenientes a la vez de la tradición popular y de la culta. 
Era en la década del 60 el Teatro de Ensayo una gran institución: tenía cuatro departamentos de trabajo (literario, técnico, administrativo, de propaganda), una sala (el Camilo Henríquez), una planta estable de actores, técnicos y directivos, oficinas, una Revista Apuntes), bodega de vestuario, oficinas administrativas, etc. Realizaba una permanente labor de extensión a nivel nacional a internacional, irradiando con ello su propuesta.

## Otros nombres
En su historia ha recibido diversos nombres: Teatro de Ensayo UC (1943-1969); Centro de Teatro de la Escuela de Artes de la Comunicación (1970-1976); Departamento de Teatro de la Escuela de Teatro, Cine y Televisión (1977); Teatro de la Universidad Católica TEUC (1978- 2010) y Teatro de la Universidad Católica (Teatro UC) (2011-actualidad).

## Fundadores
- Pedro Mortheiru
- Fernando Debesa
- Pablo Burchard
- Teodoro Lowey
- Gabriela Roepke
- Roque Esteban Scarpa

## Autoridad y directivos

### Decanato Facultad de Artes UC
- 1999-2009: Jaime Donoso Arellano (fundador)
- 2009-2015: Ramón López Cauly
- 2015-2020: Luis Prato Escárate
- 2020-presente: Alexei Vergara Aravena

### Dirección Escuela de Teatro UC
- 1948-1954: Pedro Mortheiru Salgado (fundador)
- 1954-1979: Eugenio Dittborn Pinto
- 1979-1983: Paz Yrarrázaval Donoso
- 1983-1987: Ramón Núñez Villarroel
- 1990-1996: Paz Yrarrázaval Donoso
- 1996-2004: Ramón López Cauly
- 2004-2006: Alberto Vega Salvadó
- 2006-2009: Ramón López Cauly
- 2009-2014: Milena Grass Kleiner
- 2014-2020: Alexei Vergara Aravena
- 2020-presente: Mario Costa Sánchez

### Dirección Teatro UC
- 1943-1954: Pedro Mortheiru Salgado (fundador)
- 1954-1979: Eugenio Dittborn Pinto
- 1979-1983: Paz Yrarrázaval Donoso
- 1983-1987: Ramón Núñez Villarroel
- 1987-1990: Ramón López Cauly
- 1990-2005: Eduardo Echeverría
- 2005-2011: Inés Stranger Rodríguez
- 2011-2014: Mario Costa Sánchez
- 2014-2020: Andrés Kalawski Isla
- 2020-presente: Gabriela Aguilera Vallejo

## Premios Nacionales
- 1969: Ana González (actriz)
- 1978: Pedro Mortheiru (director de teatro)
- 1981: Fernando Debesa (dramaturgo)
- 1988: Silvia Piñeiro (actriz)
- 1993: Jorge Díaz (dramaturgo)
- 2009: Ramón Núñez (actor)
- 2013: Egon Wolff (dramaturgo)
- 2015: Héctor Noguera (actor)